# Osvaldo Ovejero

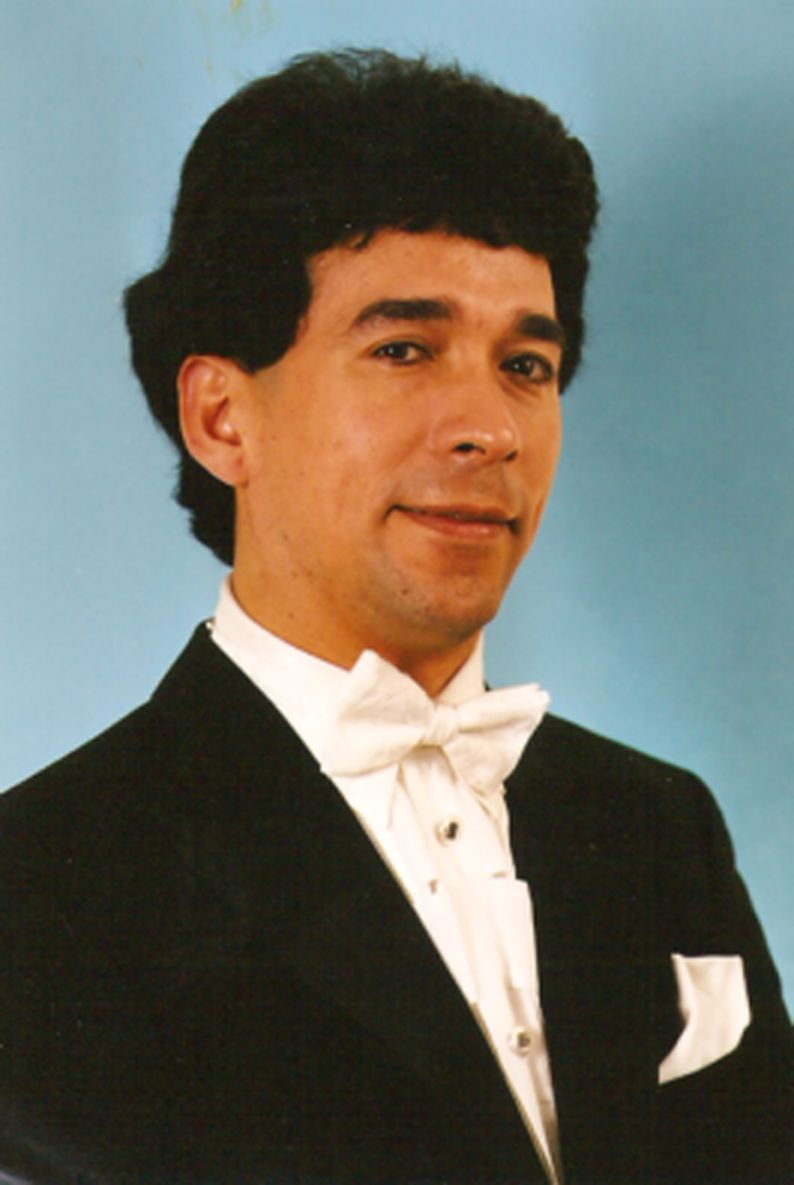
Osvaldo Ovejero

Osvaldo Antonio Ovejero (* 20. Dezember 1960 in Tucumán, Argentinien) ist ein österreichisch-argentinischer Dirigent, Komponist und Cellist.

## Leben
Ovejero studierte Violoncello, Klarinette und Klavier am Konservatorium und an der Musikhochschule der Stadt Tucumàn. Im Fach Musiktheorie schloss er 1978 mit Erfolg ab. 1980 folgten in Österreich weitere Studien als Cellist, Komponist und Dirigent an der Universität für Musik und darstellende Kunst Graz, sowie am Konservatorium der Stadt Wien und zuletzt an der Wiener Musikhochschule (Universität für Musik und darstellende Kunst Wien), daselbst er im Jahr 1989 im Fach Violoncello mit Auszeichnung graduierte. 1990 kam er in die Schweiz und setzte sein Studium als Komponist und Dirigent an der Musik Seminar Gesellschaft Bern fort, an der er mittlerweile unterrichtet, und schloss beide Fächer ebenfalls mit Auszeichnung ab. 1991 gründete er das MSG Kammerorchesters Bern (Musik Symphonie Global – Kammerorchester Bern), welches für bestimmte Projekte (selten gehörte Werke und Uraufführungen) eingesetzt wird. Nebst Rundfunk- und Fernsehaufnahmen hatte er zahlreiche Konzerte mit dem MSG-Kammerorchester Bern (CH) und als Gastdirigent in Argentinien und USA unter andern mit The Chicago Philharmonia. Weiterst hatte er auch zahlreiche Auftritte und Tourneen als Cellist sowie mit Chören verschiedenen Ensembles, durch Argentinien, Österreich, Israel, die Schweiz, Deutschland, Italien und den USA. Sein Repertoire als Dirigent umfasst konzertante Werke als auch große Bühnenwerke durch alle Epochen und Stile. Derzeit dirigiert er drei gemischte Chöre der Region Bern.
Als Komponist, (Gründer der Neuntonmusik) drückt er sein kreatives Schaffen in Werken für Solo, Kammermusik, Orchester, Chor und Bühnenwerke aus. Viele seiner Werke wurden in Österreich, Schweiz, Israel und Argentinien uraufgeführt. Charakteristisch: Keine Verwendung von Zwölftonmusik, sondern Verwendung einer neuen, selbst kreierten Neuntonmusik mit Vier- und Fünfklang -akkorden. In der Rhythmik und Melodik lateinamerikanische sowie europäische Einflüsse, in der Harmonik auch Jazzeinflüsse.

## Diskografie als Cellist
- Heitor Villa-Lobos: Pequena Suite; Jules Massenet: Elegia; Gabriel Fauré: Après un rêve; Camille Saint-Saëns: Der Schwan; Béla Bartók: Ein Abend am Lande; O. Ovejero: Der Komputer, Malambo, 1995(Ruth Feingold -Heim, Klavier)

## Diskografie als Dirigent
- Wolfgang Amadeus Mozart: Konzert Arien; Giuseppe Verdi: Rigoletto-Gilda Arie; Osvaldo A.Ovejero: Lied Frühlings-Explosion und Symphonie Nr. 2, 1998 (Esther Feingold, Sopran; Symphonie Global Kammerorchester Bern)
- George Gershwin: Summertime; Sergei Wassiljewitsch Rachmaninow: Vocalise; Luigi Arditi: Il Bacio; Johann Strauss: Frühlingsstimmen, 1999 (Esther Feingold, Sopran; Symphonie Global Kammerorchester Bern)